# Ari Brynjolfsson
Ari Brynjolfsson (Akureyri, 7 de diciembre de 1926-Tampa, 28 de junio de 2013)fue un físico islandés-estadounidense conocido por su trabajo en Estados Unidos sobre la Irradiación de alimentos y por el desarrollo de instalaciones de radiación.

## Biografía
Nació en Akureyri, Islandia, uno de los siete hijos de Brynjólfur Sigtryggsson y Guðrún Rósinkarsdóttir. Vivió en Krossanes, Eyjafjörður y se graduó en Menntaskólinn á Akureyri en 1948, luego estudió física nuclear en el Instituto Niels Bohr de la Universidad de Copenhague desde 1948 a 1954, obteniendo su doctorado, con una tesis que trataba sobre un dispositivo que había construido para medir con precisión el magnetismo en rocas. Después de esto, se convirtió en investigador especial de la Universidad de Islandia de 1954 a 1955, y luego en becario Alexander von Humboldt de la Universidad de Gotinga, de 1955 a 1957. Mientras estuvo en Gotinga, contribuyó con importantes trabajos sobre momentos magnéticos, utilizando un instrumento de diseño propio con el que él y otros proporcionaron la evidencia más sólida hasta esa fecha sobre las inversiones de campos magnéticos.
Se convirtió en Jefe de Instalaciones de Radiación del gobierno danés en la Universidad Técnica de Dinamarca (1957-1965) y luego Jefe de Instalaciones de Radiación del Ejército de Estados Unidos en Natick, Massachusetts (1965-1980). También se desempeñó como Director del IFFIT ( Fondo Internacional para la Tecnología de Irradiación de Alimentos) de la Organización Conjunta FAO/OIEA, Naciones Unidas (1988-1992). Obtuvo su doctorado en Ciencias en 1973 con una tesis titulada Algunos aspectos de las interacciones de partículas cargadas rápidamente con la materia, que lo llevó a trabajar sobre el corrimiento al rojo del plasma.
Más adelante en su vida, publicó varios artículos sobre sus resultados para el corrimiento al rojo inverso de fotones en un campo gravitacional, lo que lo llevó a investigar y desarrollar su propia teoría dentro de la cosmología del plasma. En 2004, también firmó conjuntamente una carta publicada en New Scientist que abordaba la falta de fondos y atención para teorías alternativas a la cosmología del Big Bang.
Muchas de sus publicaciones y gran parte de su trabajo se centraron en la irradiación de alimentos y el desarrollo de instalaciones de radiación en todo el mundo. Recibió varios premios, incluido el Premio de la Fundación Møller por su servicio excepcional a la industria danesa en 1965, el Premio a la Ciencia y Tecnología de la Radiación de la Sociedad Nuclear Estadounidense en 1988 y fue galardonado con el premio del General de Brigada estadounidense Merrill L. Tribe en 1963.
Falleció a la edad de 86 años en Tampa, Florida, el 28 de junio de 2013, dejando viuda, cinco hijos y diecinueve nietos.